# Colonizzazione tedesca di Valdivia, Osorno e Llanquihue

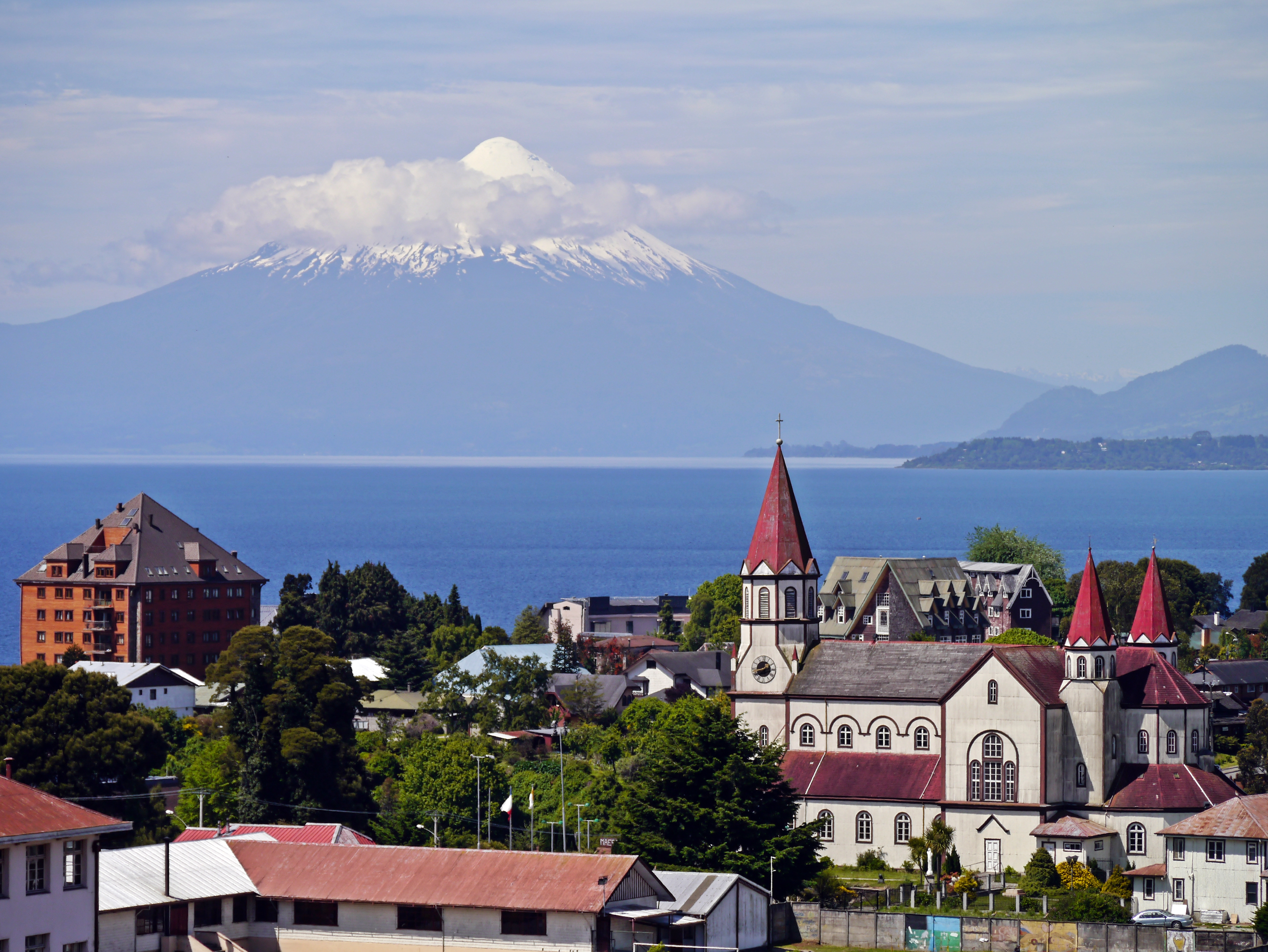
Esempio di architettura coloniale tedesca a Puerto Varas, una città affacciata sul lago Llanquihue con forti influenze tedesche

Negli anni 1850-1875 la regione del Cile meridionale di Valdivia, Osorno e Llanquihue fu caratterizzata da un intenso processo di immigrazione e colonizzazione da parte di coloni tedeschi, nel quadro di un progetto favorito dal governo cileno ed in particolare dal suo presidente Emanuel Montt.
La presenza dei quasi 6000 tedeschi che giunsero nell'area, influenzò particolarmente il Cile meridionale e ne consentì lo sviluppo della società e dell'economia.
La colonizzazione tedesca di Valdivia, Osorno e Llanquihue è considerata la prima delle tre ondate migratorie in Cile, la seconda dal 1882 al 1914 e la terza dal 1918 in poi.

## Colonizzazione

### Prime fasi
Già nel 1842 l'espatriato tedesco Bernhard Eunom Philippi fece proposta al governo cileno di colonizzare con tedeschi il Cile meridionale. Nel 1844 Philippi presentò un secondo piano di colonizzazione, che avrebbe dovuto riguardare sia le sponde del lago Llanguihue che la foce del fiume Maullín, che avrebbe dovuto essere reso navigabile; con l'appoggio finanziario di Ferdinand Flindt, un mercante tedesco di Valparaíso, nel 1844 Philippi acquistò delle terre a Valdivia e nella riva sud del fiume Bueno per i futuri immigrati. Il fratello di Philippi, Rodolfo Amando Philippi, contribuì al piano di colonizzazione reclutando nove famiglie tedesche disposte a migrare in Cile. Queste famiglie giunsero infatti nel 1846 a bordo di una nave di Flindt, ma questi era già finito in bancarotta e tutte le sue proprietà erano state confiscate da un altro mercante tedesco, Franz Kindermann. Questi ad ogni modo scelse di continuare a supportare l'immigrazione accollandosi le responsabilità di Flindt. Kindermann e suo suocero Johann Renous acquistarono delle terre presso Trumao con l'intento poi di rivenderle agli immigrati tedeschi. Pure Flindt aveva fatto progetti simili presso Osorno. Lo stato cileno ad ogni modo annullò gli acquisti di Kindermanns e Renous perché queste terre apparivano di dubbia provenienza e i primi immigrati che ormai erano giunti vennero invece insediati a Isla Teja a Valdivia, un'isola di fiume che venne chiamata Isla Valenzuela.

### La colonizzazione statale
Preoccupate dalla potenziale occupazione del Cile meridionale da parte delle potenze europee, le autorità cilene approvarono dei piani di colonizzazione dei territori del sud gestiti direttamente dallo stato; essi erano intenzionati a sviluppare tali aree anche sotto l'aspetto residenziale.
Il parlamento cileno passò una legge di colonizzazione e lotti vacanti (Ley de Colonización y Tierras Baldías), che venne siglata dal presidente Manuel Montt nel 1845. In quello stesso anno Salvador Sanfuentes venne nominato intendente di Valdivia e si prese l'incarico di valutare il potenziale economico della provincia. Per meglio compiere questo compito, Sanfuentes nominò Philippi al ruolo di "ingegnere provinciale".

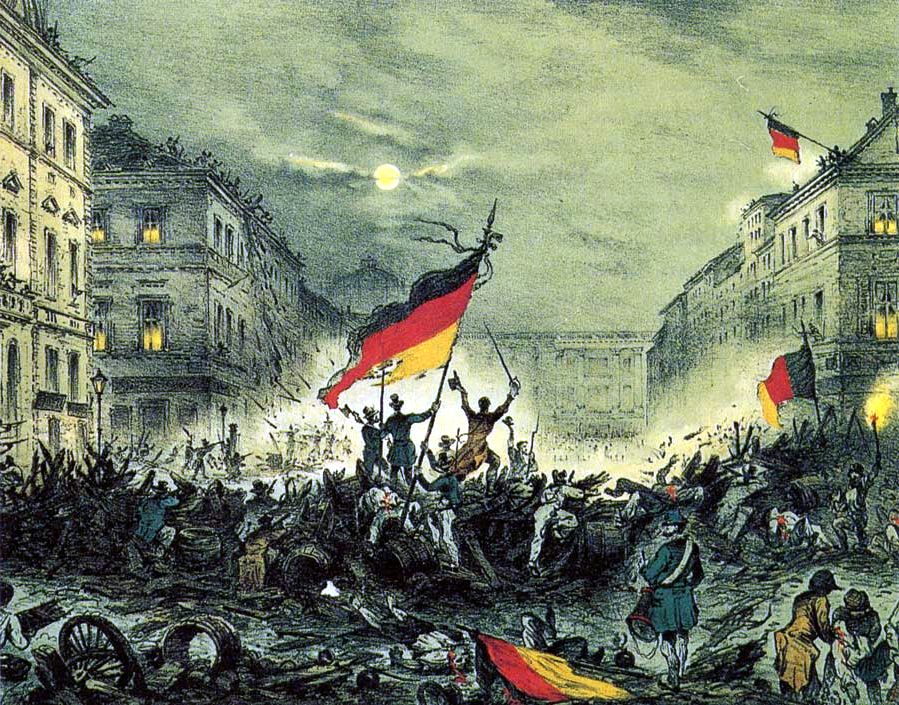
Il progetto di colonizzazione cilena si servì della Rivoluzione tedesca del 1848-1849 per reclutare nuovi immigrati.

Lo scoppio della Rivoluzione tedesca del 1848-1849 persuase Philippi che era ancora esitante a viaggiare in Europa a cercare nuovi coloni. Il governo cileno inizialmente ordinò a Philippi di reclutare 180-200 famiglie tedesche cattoliche. Preoccupato dai vescovi cattolici in Germania che si opponevano a che i loro parrocchiani partissero, Philippi chiese il permesso di reclutare anche i non cattolici. Philippi riuscì ad ottenere da parte del governo cileno dei prezzi favorevoli favorevoli sulle terre per la colonizzazione così da stimolare l'immigrazione naturale di individui economicamente indipendenti ed evitare speculazioni. Gran parte degli immigrati trovati da Philippi durante la sua permanenza in Germania nel 1848-1851 furono protestanti. Le poche famiglie cattoliche trovate erano tutte povere e provenivano dal Württemberg.
Gli immigrati trovati da Philippi giunsero nel 1850 a Valdivia, dove Vicente Pérez Rosales venne proclamato agente di colonizzazione dal governo cileno. Uno dei primi e più noti immigrati fu Carl Anwandter, che si insediò a Valdivia nel 1850 dopo aver preso parte alla rivoluzione del 1848 in Prussia. Gran parte degli immigrati disponeva di beni propri ed era in grado quindi di insediarsi dove meglio avrebbe voluto. Essi si insediarono prevalentemente a Valdivia. Le poche famiglie cattoliche del Württemberg, che necessitavano il supporto dello stato cileno, vennero disposte dal governo. Dal 1850, quest'ultimo gruppo appariva però troppo piccolo per fondare un vero e proprio centro sulle rive del lago Llanquihue come Philippi aveva previsto. Fu lui stesso quindi a decidere di disporre le famiglie cattoliche all'interno della provincia di Valdivia. Al suo ritorno in Cile nel 1851, Philippi venne ammonito dal ministro Antonio Varas per aver inviato in Cile troppi coloni protestanti, pensando che essi avrebbero finito per creare degli scontri con la maggioranza della popolazione locale, di religione cattolica. Come punizione, Philippi venne nominato governatore della regione di Magallanes anziché essere nominato leader del futuro insediamento di Llanquihue come egli stesso aveva chiesto. A Magallanes, Philippi venne ucciso dalla popolazione indigena nel 1852.
(Giuramento di Carl Anwandter)
Pérez Rosales succedette a Philippi come agente governativo in Europa nel 1850; tornò in Cile nel 1852 con molte famiglie tedesche disposte ad insediarsi lungo le rive del lago Llanquihue.
La sponsorizzazione della colonizzazione di Valdivia e Osorno perdurò sino al 1858. Le rive del lago Llanquihue vennero colonizzate in particolare tra il 1852 ed il 1875 ma Puerto Montt e Puerto Varas erano già state fondate dai Cileni nel 1850. Frutillar, sulle rive del lago Llanquihue, venne fondata nel 1856. La zona di Puerto Montt e quelle attorno al lago si svilupparono rapidamente; lo status di territorio coloniale venne riconosciuto nel 1853 ma venne poi sospeso nel 1861 quando l'area di Llanquihue venne costituita come provincia regolare. La zona aveva una propria polizia istituita nel 1859 per combattere i ladri di bestiame che avevano iniziato a manifestarsi. Nel 1871 Puerto Montt aveva più di 3 000 abitanti mentre l'intera provincia di Llanquihue ne aveva 17.538.
(Carl Skottsberg)
Se comparati ad altri insediamenti tedeschi nel mondo extra-germanico, gli insediamenti del Cile meridionale consevavano molto della loro cultura originaria (Deutschtum). Le comunità seppero nel tempo sviluppare un duplice senso di appartenenza, tedesco e cileno. Al contrario di quanto osservato da Stati Uniti e proposto dalla Germania imperiale prima e nazista poi, queste comunità non divennero mai un'estensione dello stato tedesco. Al contrario, gli insediamenti in Cile avevano ben poco da spartire con la Germania, vivendo in un'unità propria che però dalla Germania traeva le radici.

## Impatto economico
A seguito dell'indipendenza del 1820, Valdivia entrò in un periodo di declino economico. Dall'epoca coloniale la città era rimasta isolata dal Cile centrale dall'ostile territorio dei Mapuche e dipendeva dal commercio navale dal porto di Callao in Perù. Con l'indipendenza questo commercio intra-coloniale ebbe fine, ma non venne rimpiazzato da altre strade commerciali.
Circa 6000 coloni tedeschi giunsero nel Cile meridionale tra il 1850 ed il 1875. Di questi 2800 si insediarono a Valdivia. Questi tedeschi provenivano in gran parte dell'Assia (19%), ed il 45% di loro lavorava come artigiani. Le altre occupazioni erano nel mondo dell'agricoltura (28%) e nel campo mercantile (13%). Gli immigrati più ricchi giunti in loco fecero credito a quelli più poveri. La natura degli immigrati tedeschi a Valdivia contribuì all'aspetto urbano e cosmopolita della città, in particolare se comparata a Osorno.
I primi tedeschi al di fuori di Valdivia avevano un'economia di sussistenza. Con lo sviluppo dei primi trasporti locali si spostarono sul mercato nazionale e internazionale e basarono la loro economia sull'esportazione delle risorse naturali disponibili come il legname. Questo fatto divenne significativo in particolare dopo il 1870 quando vennero migliorate le strade dalle grandi città sino alla costa del lago Llanquihue. Tedeschi e tedesco-cileni svilupparono un commercio lungo le Ande, controllando i passi montani e stabilendo degli insediamenti come ad esempio quello di Bariloche in Argentina.
Ad Osorno l'attività industriale dei tedeschi declinò solo negli anni '20 del Novecento. Con gran parte della proprietà terriera concentrata nelle mani di poche famiglie, molti indigeni Huilliche di Osorno divennero contadini nelle grandi tenute locali (latifundia) di proprietà dei tedeschi.

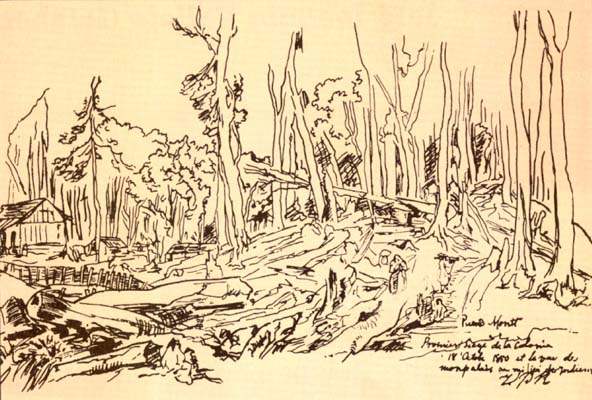
Il paesaggio attorno a Puerto Montt in un disegno del 1850 di Vicente Pérez Rosales.

Tra le novità apportate dagli immigrati tedeschi vi fu anche la politica della divisione del lavoro, l'introduzione del lavoro subordinato e la fondazione della prima birreria del Cile a Valdivia nel 1851 ad opera di Carl Anwandter.
Il commercio tra tedeschi e tedesco-cileni con la popolazione indigena era pure piuttosto comune. Alcuni mercanti tedeschi si specializzarono nel solo commercio con gli indiani locali. Ad esempio, a San José de la Mariquina, i Mapuches erano in gran parte clienti dei negozi di scarpe dei tedeschi. Venne così creata una lucrativa industria del cuoio per supplire alle necessità degli indigeni in tutte le Ande che funzionò sino alla fine degli anni '80 dell'Ottocento quando l'esercito argentino distrusse molte comunità indigene. La città di Bariloche nell'attuale Argentina nacque proprio da un piccolo negozio del mercante tedesco-cileno Carlos Wiederhold. Con lui il commercio tedesco si spinse sino dall'arcipelago Chiloé sino in Argentina.

## Relazioni coi Mapuches e di cileni
I primi coloni tedeschi ebbero buone relazioni con gli indigeni Mapuche e Huilliche, al contrario delle pessime relazioni che ebbero con gli spagnoli di Valdivia, che consideravano poco lavoratori. Un pamphlet pubblicato in tedesco da Franz Kindermann per attrarre gli immigrati disse che né i cileni (intesi coloro di discendenza aspagnola) né i mapuche amavano lavorare, ma questi ultimi erano perlomeno onesti.
(Carl Anwandter)
Le relazioni tra tedeschi ed indigeni si raffreddarono col tempo, in quanto molti degli immigrati tedeschi assunsero i costumi dell'élite spagnola del Cile. Altra ragione è che molti tedeschi entrarono in conflitto per ragioni terriere con gli Huilliche, i Mapuche e altri indiani cileni.

## Conflitti per la proprietà terriera
Con l'espansione della colonizzazione tedesca verso nuove aree oltre le prime aree designate, come ad esempio la regione costiera di Osorno e le valli di Andean, i coloni iniziarono ad avere dei conflitti con le popolazioni indigene. Lo stato cileno ignorava le leggi che proteggevano la proprietà degli indigeni ed anzi in alcuni casi non li consideravano nemmeno come abitanti perché erano "illetterati e non cattolici".
La Sociedad Stuttgart, un'associazione fondata per spingere i coloni tedeschi a far vela verso il Cile, ebbe uno ta i primi maggiori conflitti. Nel 1847 e nel 1848 questa associazione aveva acquistato circa 15.000 km2 di terreno frodando gli Huilliche ad ovest di Osorno. Il governo cileno aveva obiettato a questo fatto perché riteneva fosse necessario che la transazione venisse rettificata dai tribunali cileni.
Come risultato i cileni e i coloni europei, tra cui i tedeschi, che vivevano attorno al fiume Bueno e nella valle centrale migrarono verso la regione costiera di Osorno.
Il fatto che i coloni tedeschi avessero ottenuto delle terre a sud del territorio di Mapuche fu uno dei fattori che portò il capo Mañil nel 1859 a muovere un'insurrezione per riprendere il controllo dei territori della sua gente. Secondo Mañil, il governo cileno aveva garantito ai Mapuche le terre poi date agli immigrati, sebbene queste non fossero sotto il controllo nazionale. Le comunità più vicine ai territori dei coloni tedeschi, ad ogni modo, non risposero alla chiamata di Mañil. La rivolta di Mañil ad ogni modo fece sì che le autorità cilene decidessero di occupare i territori dei Mapuche in Araucanía; questo mise a disposizione ulteriori terre per i coloni europei. I gruppi più numerosi che vi si insediarono furono gli italiani che si posero attorno a Lumaco, gli svizzeri che colonizzarono Traiguén e i boeri che si insediarono perlopiù a Freire ed a Pitrufquén. Tra gli altri migranti dell'area si ricordano inglesi, francesi e tedeschi. Si stima che al 1886 fossero giunti 3501 coloni stranieri in Araucanía, mentre altri 5657 ne giunsero tra il 1883 ed il 1890. I coloni cileni giunsero in Araucanía per loro stessa iniziativa. Il governo iniziò successivamente a stimolare questi coloni perché sviluppassero quelle terree e le facessero fruttare a spese dei Mapuche.

## Incendi delle foreste ed eruzioni vulcaniche
Vicente Pérez Rosales bruciò interi tratti di foreste per far spazio ai coloni ed ai loro insediamenti. L'area interessata da questi fuochi si portò dalle colline delle Ande sino al fiume Bueno e Reloncaví. Uno degli incendi dolosi più famoso fu quello della foresta di Fitzroya tra Puerto Varas e Puerto Montt nel 1863. Questi incendi furono certamente la causa della grande siccità che colpì il Cile nel 1863. Le foreste venivano bruciate per ripulirle più velocemente e fare spazio subito per i coloni che necessitavano di terreno per l'agricoltura.

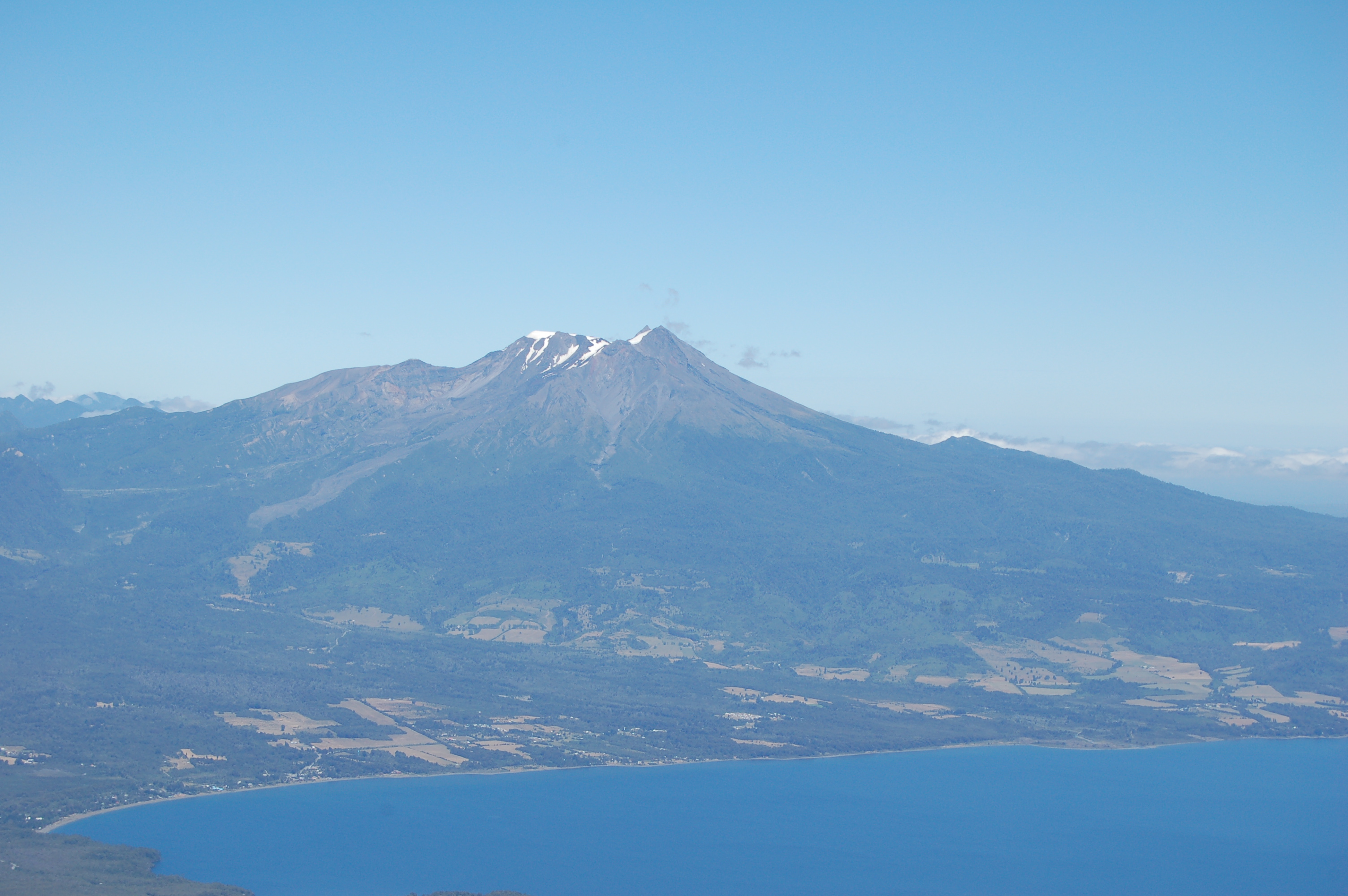
Il vulcano Calbuco nel 2009 ed il lago Llanquihue. Si notino i campi aperti ai suoi piedi, retaggio degli incendi dell'Ottocento.

Nel 1893 il vulcano Calbuco eruttò distruggendo molte abitazioni dei coloni nell'area ad est del lago Llanquihue. In quest'area si trovavano diversi campi di patate, aree di pascolo e dedicate all'apicoltura e vennero creati danni che non si recuperarono sino al 1895. I coloni danneggiati chiesero al governo di Jorge Montt di poter essere spostati altrove.

## Eredità linguistica
L'impatto dell'immigrazione fu tale che Valdivia divenne la prima città germano-ispanica del Cile. Alcune istituzioni come l'esercito cileno e l'Instituto Pedagógico vennero pesantemente influenzate dalla presenza dei tedeschi sul territorio nazionale. La Germania rimpiazzò la Francia come primo modello per il Cile nella seconda metà del XIX secolo. Questo atteggiamento ad ogni modo venne criticato da personalità come Eduardo de la Barra che parlò di una "stregoneria tedesca". L'influenza tedesca nelle scienze e nella cultura raggiunse il suo picco nei decenni precedenti la prima guerra mondiale. La lingua tedesca andò a colmare il substrato linguistico cileno a sud. Il temporaneo declino nell'uso dello spagnolo, portò per contro ad un rinvigorimento della tradizione linguistica tedesca, oltre al recupero di lingue locali come il mapuche che veniva usato dai cileni meridionali per comunicare tra loro.
Ad esempio la parola "mora" per indicare la pianta molto diffusa nel Cile meridionale, divenne murra anziché l'originale parola spagnola mora o zarzamora. L'uso della oppia "r" è un chiaro adattamento del suono gutturale tedesco che gli spagnoli pronunciavano con difficoltà.